# Diocesi di Barra do Piraí-Volta Redonda
La diocesi di Barra do Piraí-Volta Redonda (in latino Dioecesis Barrensis de Pirai-Voltaredondensis) è una sede della Chiesa cattolica in Brasile suffraganea dell'arcidiocesi di Rio de Janeiro. Nel 2023 contava 629.000 battezzati su 855.000 abitanti. È retta dal vescovo Luiz Henrique da Silva Brito.

## Territorio
La diocesi comprende 12 comuni dello stato brasiliano di Rio de Janeiro: Volta Redonda, Barra do Piraí, Resende, Barra Mansa, Itatiaia, Quatis, Porto Real, Rio Claro, Pinheiral, Mendes, Engenheiro Paulo de Frontin e Piraí.
Sede vescovile è la città di Volta Redonda dove sorge la concattedrale di Nostra Signora della Grazia, mentre a Barra do Piraí si trova la cattedrale di Sant'Anna.
Il territorio si estende su 4.624 km² ed è suddiviso in 29 parrocchie.

## Storia
La diocesi di Barra do Piraí fu eretta il 4 dicembre 1922 con la bolla Ad supremae Apostolicae Sedis di papa Pio XI, ricavandone il territorio dalla diocesi di Niterói (oggi arcidiocesi).
Il 27 marzo 1925, il 13 aprile 1946 e il 26 marzo 1960 cedette porzioni del suo territorio a vantaggio dell'erezione rispettivamente delle diocesi di Valença, di Petrópolis e di Nova Iguaçu.
Il 26 gennaio 1965 per effetto del decreto Cum urbs della Sacra Congregazione Concistoriale la chiesa di Nostra Signora della Grazia di Volta Redonda è stata elevata al rango di concattedrale e la diocesi ha assunto il nome attuale.
Il 14 marzo 1980 ha ceduto un'altra porzione di territorio a vantaggio dell'erezione della diocesi di Itaguaí.

## Cronotassi dei vescovi
Si omettono i periodi di sede vacante non superiori ai 2 anni o non storicamente accertati.
- Guilherme Müller † (14 dicembre 1925 - 11 dicembre 1935 deceduto)
  - Sede vacante (1935-1938)
- José André Coimbra † (26 febbraio 1938 - 8 giugno 1955 nominato vescovo di Patos de Minas)
- Agnelo Rossi † (5 marzo 1956 - 6 settembre 1962 nominato arcivescovo di Ribeirão Preto)
- Altivo Pacheco Ribeiro † (4 aprile 1963 - 27 giugno 1966 nominato vescovo di Araçuaí)
- Waldyr Calheiros de Novais † (20 ottobre 1966 - 17 novembre 1999 ritirato)
- João Maria Messi, O.S.M. (17 novembre 1999 - 8 giugno 2011 ritirato)
- Francesco Biasin (8 giugno 2011 - 13 marzo 2019 ritirato)
- Luiz Henrique da Silva Brito, dal 13 marzo 2019

## Statistiche
La diocesi nel 2023 su una popolazione di 855.000 persone contava 629.000 battezzati, corrispondenti al 73,6% del totale.
| anno | popolazione | popolazione | popolazione | presbiteri | presbiteri | presbiteri | presbiteri                | diaconi | religiosi | religiosi | parrocchie |
| anno | battezzati  | totale      | %           | numero     | secolari   | regolari   | battezzati per presbitero | diaconi | uomini    | donne     | parrocchie |
| ---- | ----------- | ----------- | ----------- | ---------- | ---------- | ---------- | ------------------------- | ------- | --------- | --------- | ---------- |
| 1950 | 350.000     | 400.000     | 87,5        | 50         | 31         | 19         | 7.000                     |         | 20        | 71        | 34         |
| 1959 | 650.000     | 800.000     | 81,3        | 105        | 40         | 65         | 6.190                     |         | 90        | 135       | 49         |
| 1966 | 600.000     | 600.000     | 100,0       | 54         | 23         | 31         | 11.111                    |         | 35        | 62        | 32         |
| 1970 | 300.000     | 500.000     | 60,0        | 55         | 23         | 32         | 5.454                     |         | 43        | 95        | 42         |
| 1976 | 337.000     | 524.000     | 64,3        | 48         | 20         | 28         | 7.020                     | 3       | 34        | 153       | 26         |
| 1980 | 375.000     | 608.060     | 61,7        | 52         | 22         | 30         | 7.211                     | 4       | 49        | 92        | 26         |
| 1990 | 688.224     | 770.708     | 89,3        | 48         | 27         | 21         | 14.338                    | 3       | 51        | 112       | 26         |
| 1999 | 592.605     | 790.140     | 75,0        | 43         | 28         | 15         | 13.781                    | 2       | 25        | 101       | 20         |
| 2000 | 563.507     | 751.343     | 75,0        | 47         | 28         | 19         | 11.989                    | 2       | 29        | 95        | 22         |
| 2001 | 556.525     | 742.034     | 75,0        | 45         | 26         | 19         | 12.367                    | 2       | 28        | 101       | 22         |
| 2002 | 556.525     | 742.034     | 75,0        | 43         | 26         | 17         | 12.942                    | 2       | 18        | 99        | 22         |
| 2003 | 556.525     | 742.034     | 75,0        | 43         | 27         | 16         | 12.942                    | 2       | 19        | 94        | 22         |
| 2004 | 556.525     | 742.034     | 75,0        | 43         | 28         | 15         | 12.942                    | 3       | 18        | 84        | 22         |
| 2006 | 572.000     | 761.000     | 75,2        | 48         | 31         | 17         | 11.916                    | 3       | 21        | 74        | 22         |
| 2012 | 683.000     | 813.000     | 84,0        | 56         | 40         | 16         | 12.196                    | 15      | 16        | 67        | 22         |
| 2015 | 700.000     | 832.000     | 84,1        | 62         | 45         | 17         | 11.290                    | 19      | 18        | 47        | 28         |
| 2018 | 606.000     | 824.560     | 73,5        | 61         | 47         | 14         | 9.934                     | 20      | 15        | 47        | 28         |
| 2020 | 615.800     | 837.600     | 73,5        | 61         | 48         | 13         | 10.095                    | 19      | 16        | 47        | 28         |
| 2022 | 625.000     | 850.000     | 73,5        | 63         | 50         | 13         | 9.920                     | 18      | 14        | 31        | 29         |
| 2023 | 629.000     | 855.000     | 73,6        | 63         | 50         | 13         | 9.984                     | 18      | 14        | 31        | 29         |